# Mafia cecena
La mafia cecena, nota come Obščina (in russo Община?, lett. "comunità"), è una delle più grandi ed importanti forme di criminalità organizzata dell'ex-Unione Sovietica.
Cosa esattamente colleghi il crimine organizzato ceceno ai movimenti politici di natura indipendentista, al fondamentalismo islamico e, in generale, ai conflitti odierni del Caucaso è ancora oggetto di dibattito.

## Origini e storia
Secondo il documentario The Making of a New Empire ("La realizzazione di un nuovo impero") diretto da Jos de Putter, il gruppo criminale oggi alla base della mafia cecena nacque nel 1974 dopo che uno studente ceceno della Università statale di Mosca di nome Chož-Ahmed Nouchaev fondò un movimento sovversivo, più tardi conosciuto come Obščina. Da molti ceceni questo gruppo fu relegato a movimento di liberazione, con Nouchaev che impersonificava la figura, persistente nella tradizione cecena, del bandito-guerriero. Dal 1987 i maggiori elementi di spicco del crimine ceceno si riunirono in una migliore e più efficiente organizzazione guidata da Nouchaev e da Nikolaj Suleimanov, inglobando in sé molte bande della zona di Mosca (Ljubercy, Solncevo, Balašicha), il che permise ai boss ceceni di occupare posizioni dominanti al cospetto della stessa mafia russa. Alcuni studi investigativi recenti hanno dimostrato che la sfera di influenza della mafia cecena si estende da Vladivostok a Vienna, con gli affiliati coinvolti nelle più svariate attività criminali, dalla ricettazione di automobili rubate, al riciclaggio di denaro sporco, dal traffico di clandestini a quello di droga, finanche al traffico illegale di sostanze radioattive quale il plutonio. A differenza delle organizzazioni criminali russe, Obščina è considerata una sorta di ibrido di entità criminali e politiche, che si serve di pratiche illegali per finanziare i combattenti separatisti ceceni. Questa caratteristica fa considerare il gruppo, da molte fonti, un'organizzazione terroristica più che una mera organizzazione di stampo mafioso. Ancora oggi non sono ancora del tutto chiari i campi di interesse e i fini ultimi della mafia cecena. Il gruppo dovrebbe essere guidato, ad oggi, da Nikolaj Suleimanov, che sta cercando di espandere i propri campi di interesse nell'Europa dell'est tramite il traffico di sigarette di contrabbando.

## Il traffico di droga
La mafia cecena gioca un ruolo fondamentale nel traffico internazionale di droga per l'Asia centrale, la Russia e le regioni del Caucaso. Durante la prima guerra cecena gli stessi guerriglieri ceceni si finanziavano tramite estorsioni e contrabbando di petrolio. In ogni caso, durante la seconda guerra cecena i combattenti ricevettero enormi finanziamenti dai militanti giordani del Khattab, che si unirono alla guerriglia con il leader Samil' Basaev.
La mafia cecena sembra dominare il traffico di droga perfino nelle zone considerate sotto l'influenza della mafia russa. Durante un'intervista, un trafficante di droga tagico affermò che preferiva vendere le sue partite ai gruppi ceceni piuttosto che a quelli russi, in quanto i primi disponevano di una migliore rete di contatti tra le forze dell'ordine. L'influenza criminale della mafia cecena arriva fino a Murmansk, dove vennero a galla i rapporti tra un amministratore di rilievo locale e il boss Vascha Aschabov, che aveva messo in piedi un traffico di eroina su larga scala con base proprio a Murmansk.

## Leggende o realtà?
Gli investigatori russi affermano che Obshina è la principale organizzazione criminale non russa operante nella Federazione. Molte persone della comunità cecena presente in Russia sono spesso ritratte come criminali dal governo russo e i media demonizzano i combattenti per l'indipendenza della Cecenia e legittimano gli interventi di polizia dei russi nelle regioni del Caucaso. Valerij Tiškov, direttore dell'istituto di etnologia ed antropologia dell'Accademia russa delle scienze disse:

### Connessioni col fondamentalismo islamico
Il movimento indipendentista ceceno ha ricevuto sempre più consenso e supporto nel mondo islamico così come tra i combattenti del Medio Oriente che spesso si arruolano volontari. Sin dall'attacco alle Torri Gemelle dell'11 settembre 2001, l'amministrazione Putin ha cercato di collegare gli insorti ceceni ad al Qaida e ai Talebani.
L'uso dei profitti del traffico di droga per finanziare il movimento separatista e i suoi collegamenti ai gruppi islamici sono stati suggeriti da varie agenzie di intelligence. La presenza della mafia cecena in Argentina è stata collegata al traffico internazionale di sostanze stupefacenti dal sud America all'Europa e al traffico di armi. Nella cosiddetta "area tri-confine" tra Argentina, Brasile e Paraguay - in cui è presente una considerevole comunità musulmana - gli investigatori argentini hanno trovato collegamenti diretti tra separatisti ceceni e terroristi islamici e sospettano che i ceceni facciano uso di questi contatti per approvvigionarsi di armi. Nell'altra parte del globo, per finanziare il loro movimento separatista, il leader islamico Šamil' Basaev e i suoi seguaci hanno trasportato eroina dall'Afghanistan attraverso l'Abcasia fino al Mar Nero, per arrivare fino in Turchia e a Cipro e poi in Europa.
Nel 1998 fu data la notizia da Riyad 'Alam-al-Din di Nicosia e da un non meglio identificato corrispondente moscovita di Al-Watan al-'Arabi che Osama bin Laden aveva inviato una delegazione nella Repubblica Cecena composta da elementi della sua organizzazione e da capi talebani. L'incontro fu tenuto a Groznyj insieme ad alcuni membri della mafia cecena per discutere di traffici di armi nucleari. L'eventuale acquisizione di queste armi sarebbe costata a Bin Laden 30 milioni di dollari in contanti e la donazione, da parte dei talebani, di due tonnellate di eroina dall'Afghanistan. L'affare non riuscì. Queste notizie non sono mai state confermate da altre fonti.